# Luis Vargas Peña
Luis Vargas Peña (Asunción, 23 de abril de 1907-19 de marzo de 1994), apodado Tito, fue un futbolista paraguayo. Jugaba de puntero y participó de la Copa Mundial de la FIFA 1930.
De profesión era abogado y fue presidente de la Unión Industrial Paraguaya, enfocándose en las industrias de fósforo, gráfica, alambres y clavos.

## Selección nacional
Ha sido internacional con la selección de fútbol de Paraguay en varias ocasiones llegando a disputar la Copa del Mundo de 1930. Fue el primer jugador en anotar un gol por su selección en una Copa del Mundo, esto sucedió el 10 de julio ante Bélgica. 

### Participaciones en Copas del Mundo
| Mundial                        | Sede    | Resultado    |
| ------------------------------ | ------- | ------------ |
| Copa Mundial de Fútbol de 1930 | Uruguay | Primera fase |

### Goles en la Selección
| Resultados | Resultados | Resultados | Resultados | Lugar      | Estadio                           | Fecha                  | Tipo                | Gol(es) |
| ---------- | ---------- | ---------- | ---------- | ---------- | --------------------------------- | ---------------------- | ------------------- | ------- |
| Paraguay   | 1          | 5          | Chile      | Santiago   | Estadio Campos de Sports de Ñuñoa | 3 de noviembre de 1926 | Copa América 1926   | 1 gol   |
| Paraguay   | 1          | 0          | Bélgica    | Montevideo | Estadio Centenario                | 20 de julio de 1930    | Copa del Mundo 1930 | 1 gol   |

Para un total de 2 goles

## Clubes
| Club         | País     | Año |
| ------------ | -------- | --- |
| Club Olimpia | Paraguay |     |